# Мекеліт Зінаїда Дмитрівна
Зінаїда Дмитрівна Мекеліт (в деяких джерелах Мекеліто, 1900, Кам'янець-Подільський — 1990, Жовква?) — вчителька, мешканка Кривого Рогу, яка в роки Голокосту разом з донькою Любов'ю Цвірко (1923 р.н.) врятувала від переслідування кількох євреїв. У 1997 році вона посмертно отримала почесне звання Праведник народів світу.

## Біографія
Народилася в сім'ї священика, пароха Олександра-Невського храму в Кам'янці-Подільському Дмитра Кавецького. Була старшою з трьох його доньок. Навчалась у приватній дівочій гімназії (нині ЗОШ №5), одною з її вчительок була засновниця закладу С. О. Славутинська. Зинаїда отримала педагогічну освіту, вчителька російської мови і літератури.
В Немирові познайомилася з викладачем німецької мови Василем Касяновичем Мекелітом (1893 р.н.). В роки визвольних змагань він, селянин з галицького села Бутини, спершу був офіцером УГА, а згодом бійцем Червоної Армії. На відміну від частини бойових побратимів вирішив залишитися на радянській Україні та після демобілізації повернувся до нареченої в Немирів. Вони побралися і 1923 року народилася донька названа ними Любов. Подружжя часто переїжджало в зв'язку зі службою Василя: Хмельниччина, Вінниччина. 1933 року (або раніше) вони оселилися в Кривому Розі, там Зинаїда викладала в школі №25, а Василь працював завідувачем у партійній школі та викладачем кафедри іноземних мов у гірничому інституті.
1934-1938 рр. стали переломними в її житті: в роки великого терору були репресовані її чоловік, батько, чоловік одної з її сестер. Батько під тиском НКВС зрікся священицького сану, його храм був зруйнований, а сам він засланий з рідних місць. Чоловік після першого арешту 1934 року втратив свої посади, влаштувався на короткий час у школу, де вчителювала Зінаїда Дмитрівна. В квітні 1938 року (за іншими даними 1937 року) він був заарештований вдруге за звинуваченням у створенні націоналістичної диверсійно-повстанської організації. Його доля залишалась невідомою для дружини та доньки аж до реабілітації в 1956 році. Василя розстріляли невдовзі після арешту.

## Порятунок євреїв під час Голокосту
Червона Армія залишила Кривий Ріг у серпні 1941 року, менш ніж за два місяці після початку німецько-радянської війни. З перших місяців окупації нацисти створили окупаційну адміністрацію, допоміжні служби. Одною з їх задач, крім безпеки, відновлення промисловості, громадського життя, була реалізація проголошеної Гітлером політики знищення євреїв. Уже в жовтні 1941 року в Кривому Розі почалися розстріли євреїв, що заберуть життя 7000 осіб.
Окремі солдати розбитих в ході бліцкріґу радянських підрозділів виходили з оточення та тікали з таборів військовополонених, повертаючись до рідних місць або прагнучи приєднатись до армії. Серед них були мобілізовані в перші дні війни євреї, директор школи №1 Борис Муравський (1910 р.н.) та колишній учень школи №25 Веніамін Гдолевич (1921, за іншими даними 1920 р.н.). Повернувшись в рідне місто Веніамін дізнався, що його рідним вдалось евакуюватися на схід. Поранений в плече, не маючи іншого притулку, він звернувся до своєї вчительки. Перший час його переховували в гардеробі та різних приміщеннях будинку. Згодом Зінаїда з допомогою доньки Любові викопала в саду землянку, укріплену дошками та цеглою. Схожим чином у них опинився Борис Муравський. Залікувавши поранення, він вирішив рухатись на схід, за лінію фронту, тоді Зінаїда Дмитрівна спорядила його в дорогу, надавши, крім іншого, документи свого репресованого чоловіка-українця. Після звільнення Кривого Рогу Гдолевич також приєднався до війська. Обидва чоловіки завершили війну в Німеччині, отримали нагороди.
За даними Яд Вашем, крім цих червоноармійців, Зінаїда Мекеліт та її донька Любов Цвірко давали притулок під час облав Борису Рейнішу та його донькам Ірині та Надії. Також серед врятованих згадуються сестри Січкар. Керуючись виключно альтруїзмом мати та донька витрачали на утримання переслідуваних власні кошти, розпродували майно. Відзначається також, що їх сусіди імовірно знали про дії Мекеліт, але не видали окупаційній адміністрації ні євреїв, ні їх рятівниць.

## Подальше життя. Вшанування
Перші післявоєнні роки були вкрай складними для розореного домогосподарства Зінаїди Мекеліт. Вони з донькою для радянської влади залишалися родиною ворога народу. Дещо поліпшилась їх доля завдяки Борису Муравському, що повернувся в Кривий Ріг як герой війни та написав замітку про подвиг своєї коліжанки в армійську газету Красная Звезда (є згадка, що її нагородили Орденом Вітчизняної війни, проте це не підтверджується в інших джерелах та базах даних нагород).
З часом Зінаїда Дмитрівна народила другу дитину, переїхала в Жовкву. Любов Цвірко стала вчителькою, як і мати, а син обрав професію лікаря.
2020 року на фасаді будівлі, до розташовувалася школа №25 (нині Центрально-Міський ліцей Кривого Рогу) встановлена пам'ятна дошка на честь Зінаїди Мекеліт.